# کانال روبسن

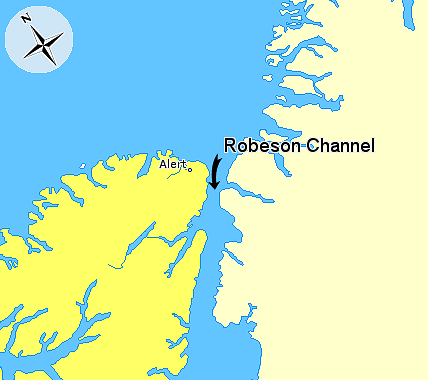
کانال روبسن.
جزیره الزمیر
گرینلند

کانال روبسن (به انگلیسی: Robeson Channel) یک آبراهه است که بین گرینلند و جزیره الزمیر در شمال کانادا قرار دارد. این کانال بخشی از تنگه نارس می‌باشد. طول این کانال ۸۰ کیلومتر (۵۰ مایل) و عرض آن بین ۱۸ تا ۲۹ کیلومتر (۱۱ تا ۱۸ مایل) می‌باشد. آلرت در قلمروی نوناووت کانادا شمالی‌ترین سکونتگاه دائمی انسان بر روی زمین در نزدیکی این کانال قرار گرفته است. 